# Австро-венгерская крона
Австро-венгерская крона (нем. Österreichisch-ungarische Krone, венг. Osztrák-magyar korona) — денежная единица Австро-Венгрии с 1892 по 1918 год, а также денежная единица стран, образовавшихся в результате распада Австро-Венгрии. Разменная денежная единица, равная 1⁄100 кроны, в австрийской части государства называлась «геллер» (нем. heller), в венгерской — «филлер» (венг. filler).

## Название

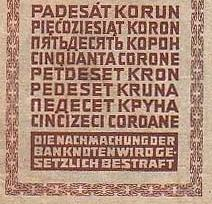
Номинал на языках империи на 50 кронах образца 1914 года

Официальное название валюты — крона (нем. Krone, венг. Korona). На банкнотах название валюты указывалось и на других языках империи: чешском, польском, украинском, итальянском, словенском, хорватском, сербском, румынском. Иногда использовалось название на латинском.
| Язык             | Ед. ч.  | Мн. ч., им. (род.) падеж |
| ---------------- | ------- | ------------------------ |
| Немецкий язык    | Krone   | Kronen                   |
| Венгерский язык  | Korona  | Korona                   |
| Чешский язык     | Koruna  | Koruny (Korun)           |
| Польский язык    | Korona  | Korony (Koron)           |
| Украинский язык  | Корона  | Корони (Корон)           |
| Итальянский язык | Corona  | Corone                   |
| Словенский язык  | Krona   | Krone (Kron)             |
| Хорватский язык  | Kruna   | Krune (Kruna)            |
| Сербский язык    | Круна   | Круне (Круна)            |
| Румынский язык   | Coroană | Coroane                  |
| Латинский язык   | Corona  | Coronæ                   |

## Введение кроны
В 1873 году в Австро-Венгрии разразился пятилетний экономический кризис, одним из результатов которого был дефицит бюджета, достигавший порой 1⁄4 государственного бюджета. Выйти на докризисные рубежи удалось только к 1881 году. В течение почти четверти века после образования Австро-Венгрии сохранялся лаж на бумажные гульдены по отношению к монете, составлявший в среднем 18 %. Золотые и серебряные монеты почти не участвовали в обращении, их предпочитали использовать для накопления. Расчёты практически полностью перешли на бумажные гульдены. К 1889 году удалось стабилизировать бюджет и обеспечить его профицит.
2 августа 1892 года введена новая денежная единица — крона. При ранее действовавшей монетной системе также выпускалась монета, называвшаяся «крона», это была золотая монета 900-й пробы весом 11,1111 г, её чеканка была прекращена в 1866 году. Название денежной единицы происходит от «короны».
В ходе денежной реформы был осуществлён переход от серебряного стандарта к золотому (1 кг золота = 3280 крон). В 1892 году начат выпуск монет, которые находились в параллельном обращении с ранее выпущенными монетами и банкнотами в австрийских гульденах (флоринах) до 1900 года в соотношении: 1 гульден (флорин) = 2 кроны, 1 крейцер = 2 геллера. 20 сентября 1900 года начат выпуск банкнот в кронах.
Проектом реформы был предусмотрен выкуп банкнот в гульденах Австро-Венгерским банком с выплатой 1⁄3 суммы серебряными монетами и 2⁄3 — банкнотами в кронах, размениваемыми на золото. Однако в 1899 году обмен на золото был отменён. Спустя четыре года правительство внесло в австрийский парламент законопроект о размене банкнот на золото. Парламент в течение трёх лет так и не приступил к его рассмотрению, и законопроект был отозван правительством. В результате вопрос так и не был решён законодательно, хотя относительная стабильность финансов всё же позволила обеспечить доверие к кроне и нормальное экономическое развитие вплоть до самого начала Первой мировой войны. В 1901 году обмен банкнот на золото всё же был начат.

## Изъятие кроны из обращения

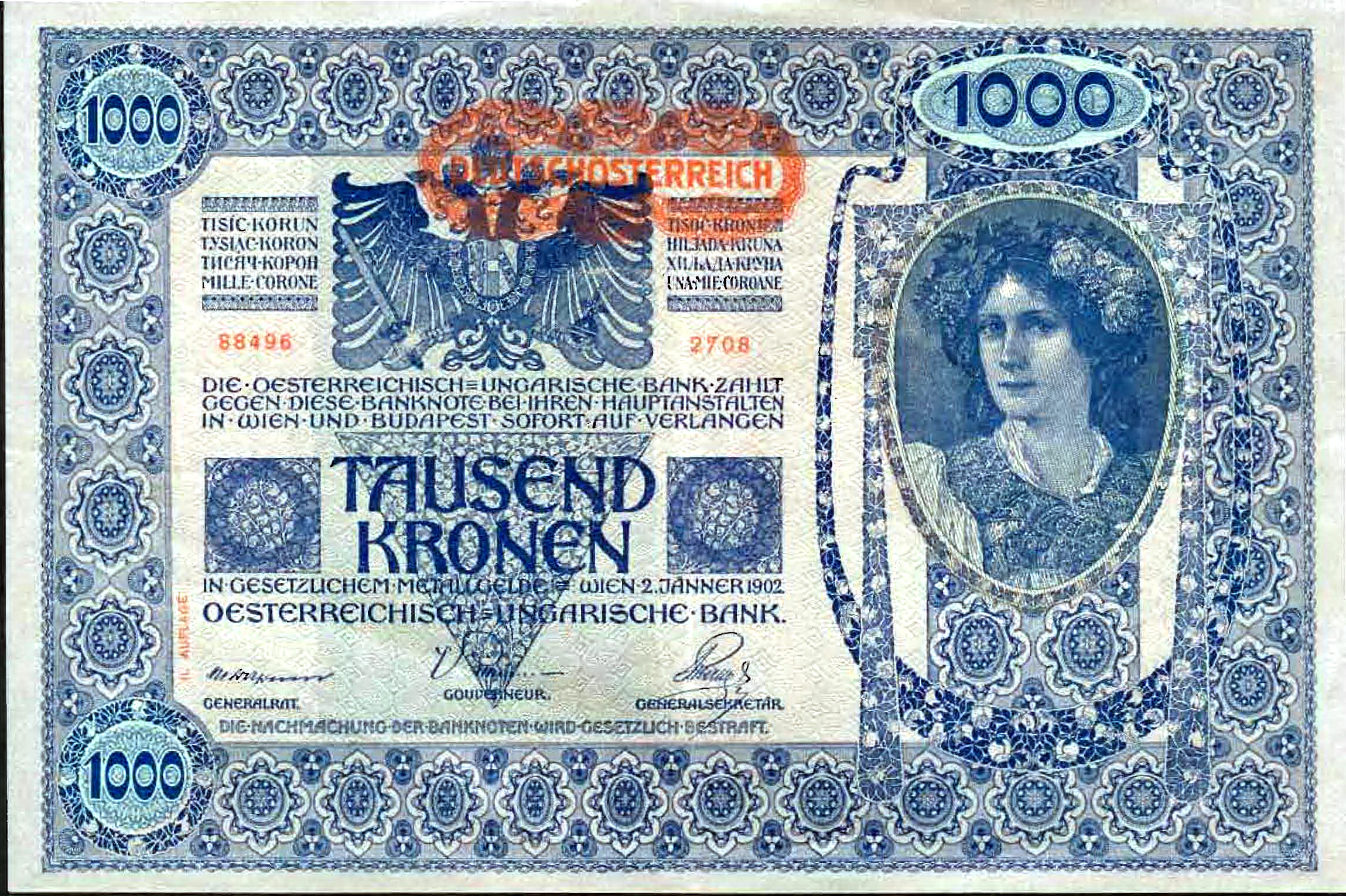
1000 крон 1902 года с австрийской надпечаткой «DEUTSCHÖSTERREICH»

Первой от использования кроны отказалась Черногория, не имевшая ранее своей валюты и использовавшая австро-венгерскую крону и иные валюты (французский франк, турецкую лиру, российский рубль и германскую марку). В 1906 году Черногория ввела собственную денежную единицу — черногорский перпер. Замена кроны и других валют в обращении происходила постепенно. В 1906 году начат выпуск черногорских разменных монет в пара, в 1909 году — монет в перперах, а в 1912 году — банкнот.
1 августа 1914 года, с началом Первой мировой войны, размен банкнот на золото был приостановлен и более не возобновлялся. Рост военных расходов заставил прибегнуть к дополнительной эмиссии. За годы Первой мировой войны количество банкнот в обращении увеличилось в 13,17 раза. Золотое обеспечение до 1 августа 1914 года составляло 75 %, а к моменту распада Австро-Венгрии — всего 1 %. Стоимость жизни возросла в 16,4 раза. Монеты из драгоценных металлов замещались в обращении бумажными деньгами, в том числе вновь введёнными банкнотами в 1 и 2 кроны, которые до войны не выпускались. Разменные монеты стали чеканить из более дешёвых сплавов. В 1918 году выпущена банкнота самого крупного номинала — 10 000 крон (до войны самый крупный номинал — 1000 крон).
Нестабильность кроны имела печальные последствия для функционирования всего товарного хозяйства. Производители практически перестали интересоваться денежной выручкой и начали активно переходить на осуществление бартерных операций. Падение доверия к деньгам привело также к существенному оттоку сбережений из банков, поскольку процент по депозитам стал резко отрицательным. Осуществлять нормальное производство в подобных условиях было практически невозможно. Вопрос о необходимости срочной стабилизации кроны встал на повестку дня сразу же после окончания войны. В решении этого вопроса должны были участвовать все новые независимые государства, поскольку ни одно из них не имело собственной денежной единицы.
Австро-Венгерский банк, находившийся в совместном управлении Австрии и Венгрии, продолжал эмиссию австро-венгерской кроны, которая оставалась общей валютой Австрии, Венгрии, Чехословакии и обращалась на территориях, вошедших в состав других стран.
Важнейшей проблемой, которую должны были решить новые государства, была стабилизация курса валюты и предотвращение её дальнейшего обесценивания. Инициативу исправить положение взяла на себя Чехословакия. В первую очередь её правительство потребовало от Австро-Венгерского банка прекратить выплаты по военным облигациям и кредитование правительств Австрии и Венгрии. Позже были проведены переговоры между Австро-Венгерским банком и новообразованными государствами, на которых было принято решение разрешить всем новым государствам самим назначать эмиссаров для контроля за эмиссией. Банк со своей стороны обязался не предоставлять займы без ведома всех эмиссаров.
Однако банк скоро нарушил договорённости с правительствами новых государств, возобновив выплаты по облигациям и прокредитовав правительство Австрии. Потеряв доверие к банку, в 1919 году новые государства приступили к созданию национальных кредитно-денежных систем.
| Страна (территория)                                                                     | Дата изъятия австро-венгерской кроны                       | Валюта, которой была заменена австро-венгерская крона              | Соотношение крона/ новая валюта | Способ замены |
| --------------------------------------------------------------------------------------- | ---------------------------------------------------------- | ------------------------------------------------------------------ | ------------------------------- | --- |
| Черногория                                                                              | 1912 год                                                   | Черногорский перпер                                                | 1 : 1                           | В 1906 году начат выпуск монет, в 1912 году — банкнот |
| Территория, вошедшая в состав Королевства сербов, хорватов и словенцев (Хорватия и др.) | Январь 1919 года                                           | Крона Королевства сербов, хорватов и словенцев (югославская крона) | 1 : 1                           | Штемпелевание банкнот (кроме банкнот в 1 и 2 кроны) несколькими видами штемпелей, поверх наклеенной марки соответствия или без марки. В 1920 году крона заменена на югославский динар в соотношении: 4 кроны = 1 динар |
| Чехословакия                                                                            | Март 1919 года, на территории Словакии — октябрь 1920 года | Чехословацкая крона                                                | 1 : 1                           | Наклейка знаков соответствия (кроме банкнот в 1 и 2 кроны). В 1919 году начат выпуск банкнот в чехословацких кронах. Банкноты Австро-Венгерского банка с наклеенными знаками соответствия и банкноты в 1 и 2 кроны без знаков соответствия изъяты из обращения в 1920 году |
| Австрия                                                                                 | Март 1919 года                                             | Австрийская крона                                                  | 1 : 1                           | Штемпелевание банкнот штампом «DEUTSCHÖSTERREICH». В 1922 году начат выпуск новых денежных знаков. В 1925 году крона заменена австрийским шиллингом в соотношении: 10 000 крон = 1 шиллинг |
| Лихтенштейн                                                                             | Март 1919 года                                             | Австрийская крона                                                  | 1 : 1                           | Штемпелевание банкнот штампом «DEUTSCHÖSTERREICH». В 1921 году австрийская крона была заменена швейцарским франком |
| Фиуме                                                                                   | Апрель 1919 года                                           | Крона Фиуме                                                        | 1 : 1                           | Штемпелевание банкнот штампами «CITTA DI FIUME» и «INSTITUTO CREDITO.CONSIGLIO NAZIONALE.CITTA DI FIUME». В сентябре 1920 года в Фиуме введена итальянская лира (2,5 кроны = 1 лира). Изъятие банкнот в кронах проводилось до 30 апреля 1924 года |
| Территория, вошедшая в состав Румынии                                                   | Август 1919 года                                           | Румынский лей                                                      | 2 : 1                           | С 1 декабря 1918 года начато использование румынского лея. В период с 10 июня по 28 августа 1919 года произведено штемпелевание банкнот Австро-Венгерского банка штемпелем «TIMBRU SPECIAL ROMANIA» (кроме банкнот в 1 и 2 кроны). Проштампованные банкноты в кронах и банкноты в 1 и 2 кроны без штемпеля находились в обращении наравне с леем в соотношении 1 лей = 2 кроны. Изъятие банкнот в кронах начато 1 сентября 1920 года и проводилось до конца 1921 года |
| Территория, вошедшая в состав Польши                                                    | Январь 1920 года                                           | Польская марка                                                     | 100 : 70                        | Замена денежных знаков в кронах на польские марки. 15 января 1920 года установлен курс обмена, обмен закончен в мае того же года |
| Венгрия                                                                                 | Март 1920 года                                             | Венгерская крона                                                   | 1 : 1                           | Выпуск новых денежных знаков в 1919 году, штемпелевание банкнот Австро-Венгерского банка в марте 1920 года красным круглым штампом с гербом Венгрии и надписью «MAGYARORSZÁG» (известны разновидности штампа). В 1927 году крона заменена на пенгё в соотношении: 12 500 крон = 1 пенгё |

## Монеты
Монеты в австро-венгерских кронах чеканились двух типов: «австрийского» и «венгерского».

### Монеты «австрийского» типа
Монеты чеканились монетным двором в Вене. В 1908 году были выпущены памятные монеты в 1, 5, 10, 20 и 100 крон к 60-летию правления Франца Иосифа I. Все надписи сделаны на латыни.
| Аверс | Реверс | Номинал     | Диаметр, мм | Масса, г | Металл                         | Гурт                                          | Годы чеканки                       |
| ----- | ------ | ----------- | ----------- | -------- | ------------------------------ | --------------------------------------------- | ---------------------------------- |
|       |        | 1 геллер    | 17          | 1,66     | Медь/Олово/Цинк (950/40/10)    | гладкий                                       | 1892—1903, 1909—1916               |
|       |        | 1 геллер    | 17          | 1,66     | Медь/Олово/Цинк (950/40/10)    | гладкий                                       | 1916                               |
|       |        | 2 геллера   | 19          | 3,33     | Медь/Олово/Цинк (950/40/10)    | гладкий                                       | 1892—1915                          |
|       |        | 2 геллера   | 17          | 2,78     | Железо                         | гладкий                                       | 1916—1918                          |
|       |        | 10 геллеров | 19          | 3        | Никель                         | ребристый                                     | 1892—1895, 1907—1911               |
|       |        | 10 геллеров | 19          | 3        | Медь/Цинк/Никель (500/400/100) | ребристый                                     | 1915, 1916                         |
|       |        | 10 геллеров | 19          | 3        | Медь/Цинк/Никель (500/400/100) | ребристый                                     | 1916                               |
|       |        | 20 геллеров | 21          | 4        | Никель                         | ребристый                                     | 1892—1895, 1907—1909, 1911, 1914   |
|       |        | 20 геллеров | 21          | 3,33     | Железо                         | ребристый                                     | 1916—1918                          |
|       |        | 1 крона     | 23          | 5        | Серебро/Медь (835/165)         | VIRIBVS VNITIS                                | 1892—1907                          |
|       |        | 1 крона     | 23          | 5        | Серебро/Медь (835/165)         | VIRIBVS VNITIS                                | 1908                               |
|       |        | 1 крона     | 23          | 5        | Серебро/Медь (835/165)         | VIRIBVS VNITIS                                | 1912—1916                          |
|       |        | 2 кроны     | 27          | 10       | Серебро/Медь (835/165)         | VIRIBVS VNITIS                                | 1912, 1913                         |
|       |        | 5 крон      | 36          | 24       | Серебро/Медь (900/100)         | VIRIBVS VNITIS                                | 1900, 1907                         |
|       |        | 5 крон      | 36          | 24       | Серебро/Медь (900/100)         | VIRIBVS VNITIS                                | 1908                               |
|       |        | 5 крон      | 36          | 24       | Серебро/Медь (900/100)         | VIRIBVS VNITIS                                | 1909                               |
|       |        | 5 крон      | 36          | 24       | Серебро/Медь (900/100)         | VIRIBVS VNITIS                                | 1909                               |
|       |        | 10 крон     | 19          | 3,3875   | Золото/Медь (900/100)          | узор                                          | 1892, 1893, 1896, 1897, 1905, 1906 |
|       |        | 10 крон     | 19          | 3,3875   | Золото/Медь (900/100)          | узор                                          | 1908                               |
|       |        | 10 крон     | 19          | 3,3875   | Золото/Медь (900/100)          | узор                                          | 1909                               |
|       |        | 10 крон     | 19          | 3,3875   | Золото/Медь (900/100)          | узор                                          | 1909—1911                          |
|       |        | 20 крон     | 21          | 6,7751   | Золото/Медь (900/100)          | VIRIBVS VNITIS                                | 1892—1905                          |
|       |        | 20 крон     | 21          | 6,7751   | Золото/Медь (900/100)          | VIRIBVS VNITIS                                | 1908                               |
|       |        | 20 крон     | 21          | 6,7751   | Золото/Медь (900/100)          | VIRIBVS VNITIS                                | 1909                               |
|       |        | 20 крон     | 21          | 6,7751   | Золото/Медь (900/100)          | VIRIBVS VNITIS                                | 1909—1914, 1916                    |
|       |        | 20 крон     | 21          | 6,7751   | Золото/Медь (900/100)          | VIRIBVS VNITIS                                | 1916                               |
|       |        | 20 крон     | 21          | 6,7751   | Золото/Медь (900/100)          | PACE BELLOQVE OMNIA PRO PATRIA CVM POPVLO MEO | 1918                               |
|       |        | 100 крон    | 37          | 33,8753  | Золото/Медь (900/100)          | VIRIBVS VNITIS                                | 1908                               |
|       |        | 100 крон    | 37          | 33,8753  | Золото/Медь (900/100)          | VIRIBVS VNITIS                                | 1909—1914                          |

1. ↑  Соединёнными усилиями (лат.)
2. ↑  В войне и мире с народом для Отчизны (лат.)

### Монеты «венгерского» типа
Монеты чеканились монетным двором Кремницы, обозначение монетного двора — KB (сокр. от венгерского названия города — Körmöcbánya).
В 1896 году была выпущена памятная монета в 1 крону в честь 1000-летия обретения венграми Родины, в 1907 году — памятные монеты в 5 и 100 крон в честь 40-летия коронации Франца Иосифа I.
Монеты в 10 филлеров 1920 года и 20 филлеров 1920—1922 годов чеканились не в Кремнице, а в Будапеште, куда было вывезено оборудование монетного двора. Внешний вид и характеристики монет не изменялись, в том числе и обозначение монетного двора в Кремнице — KB.
| Аверс | Реверс | Номинал     | Диаметр, мм | Масса, г | Металл                         | Гурт                                     | Годы чеканки                      |
| ----- | ------ | ----------- | ----------- | -------- | ------------------------------ | ---------------------------------------- | --------------------------------- |
|       |        | 1 филлер    | 17          | 1,66     | Медь/Олово/Цинк (950/40/10)    | гладкий                                  | 1892—1904, 1906, 1914             |
|       |        | 2 филлера   | 19          | 3,33     | Медь/Олово/Цинк (950/40/10)    | гладкий                                  | 1892—1910, 1914, 1915             |
|       |        | 2 филлера   | 17          | 2,78     | Железо                         | гладкий                                  | 1916—1918                         |
|       |        | 10 филлеров | 19          | 3        | Никель                         | ребристый                                | 1892—1896, 1906, 1908, 1909, 1914 |
|       |        | 10 филлеров | 19          | 3        | Медь/Цинк/Никель (500/400/100) | ребристый                                | 1914—1916                         |
|       |        | 10 филлеров | 19          | 2,5      | Железо                         | ребристый                                | 1915, 1916, 1918, 1920            |
|       |        | 20 филлеров | 21          | 4        | Никель                         | ребристый                                | 1892—1894, 1906—1908, 1914        |
|       |        | 20 филлеров | 21          | 3,33     | Железо                         | гладкий                                  | 1914—1918, 1920—1922              |
|       |        | 1 крона     | 23          | 5        | Серебро/Медь (835/165)         | BIZALMAM AZ ŐSI ERÉNYBEN                 | 1892—1896, 1906                   |
|       |        | 1 крона     | 23          | 5        | Серебро/Медь (835/165)         | BIZALMAM AZ ŐSI ERÉNYBEN                 | 1896                              |
|       |        | 1 крона     | 23          | 5        | Серебро/Медь (835/165)         | BIZALMAM AZ ŐSI ERÉNYBEN                 | 1912—1916                         |
|       |        | 2 кроны     | 27          | 10       | Серебро/Медь (835/165)         | BIZALMAM AZ ŐSI ERÉNYBEN                 | 1912—1914                         |
|       |        | 5 крон      | 36          | 24       | Серебро/Медь (900/100)         | BIZALMAM AZ ŐSI ERÉNYBEN                 | 1900, 1906—1909                   |
|       |        | 5 крон      | 36          | 24       | Серебро/Медь (900/100)         | BIZALMAM AZ ŐSI ERÉNYBEN                 | 1907                              |
|       |        | 10 крон     | 19          | 3,3875   | Золото/Медь (900/100)          | узор                                     | 1892—1915                         |
|       |        | 20 крон     | 21          | 6,7751   | Золото/Медь (900/100)          | BIZALMAM AZ ŐSI ERÉNYBEN                 | 1892—1913                         |
|       |        | 20 крон     | 21          | 6,7751   | Золото/Медь (900/100)          | BIZALMAM AZ ŐSI ERÉNYBEN                 | 1914—1916                         |
|       |        | 20 крон     | 21          | 6,7751   | Золото/Медь (900/100)          | HARCBAN ÉS BÉKÉBEN A NEMZETTEL A HAZÁÉRT | 1918                              |
|       |        | 100 крон    | 37          | 33,8753  | Золото/Медь (900/100)          | BIZALMAM AZ ŐSI ERÉNYBEN                 | 1907                              |
|       |        | 100 крон    | 37          | 33,8753  | Золото/Медь (900/100)          | BIZALMAM AZ ŐSI ERÉNYBEN                 | 1907, 1908                        |

1. ↑  Верю в Древнюю силу
2. ↑  В войне и мире с народом для Отчизны

### Новодельные монеты
Австрийский монетный двор продолжает выпускать монеты в кронах, полностью соответствующие по характеристикам монетам Австро-Венгрии. Чеканятся монеты «австрийского» типа: 10 крон (с указанием года чеканки — 1912), 20 крон (1915), 100 крон (1915).

## Банкноты
Выпуск банкнот в кронах начат в 1900 году. Одна сторона банкнот содержала текст на немецком языке, другая сторона — на венгерском. Такое оформление банкнот применялось в Австро-Венгрии с 1880 года. Исключением были банкноты в 1 крону 1916 года и 2 кроны 1914 года, где текст на двух языках помещён на обеих сторонах, а также односторонние банкноты в 25 и 200 крон 1918 года. Банкноты в 20 крон, выпущенные в 1918 году с датой «2 января 1913», отличались от банкнот выпуска 1913 года наличием надписей «II. AUFLAGE» и «II. KIADÁS» соответственно на «немецкой» и «венгерской» сторонах банкноты. Односторонние банкноты в 25 и 200 крон образца 1918 года были выпущены как временные банкноты и содержали указание на то, что до 30 июня 1919 года они должны быть заменены на обычные банкноты. Фактически такой обмен не был произведён, эти банкноты продолжали использоваться в обращении и после указанной даты.
| Изображение            | Изображение            | Номинал                | Размер, мм             | Дата                   | Дата                   | Дата                           |                        |                        |
| Аверс                  | Реверс                 | Номинал                | Размер, мм             | указанная на банкнотах | выпуска в обращение    | изъятия                        |                        |                        |
| Выпуск 1900—1902 годов | Выпуск 1900—1902 годов | Выпуск 1900—1902 годов | Выпуск 1900—1902 годов | Выпуск 1900—1902 годов | Выпуск 1900—1902 годов | Выпуск 1900—1902 годов         | Выпуск 1900—1902 годов | Выпуск 1900—1902 годов |
| ---------------------- | ---------------------- | ---------------------- | ---------------------- | ---------------------- | ---------------------- | ------------------------------ | ---------------------- | ---------------------- |
|                        |                        | 10 крон                | 121 × 80               | 31 марта 1900 г.       | 2 сентября 1901 г.     | 28 февраля 1907 г.             |                        |                        |
|                        |                        | 20 крон                | 131 × 87               | 31 марта 1900 г.       | 20 сентября 1900 г.    | 30 июня 1910 г.                |                        |                        |
|                        |                        | 50 крон                | 150 × 100              | 2 января 1902 г.       | 26 мая 1902 г.         | 31 декабря 1916 г.             |                        |                        |
|                        |                        | 100 крон               | 160 × 106              | 2 января 1902 г.       | 20 октября 1902 г.     | 31 августа 1912 г.             |                        |                        |
|                        |                        | 1000 крон              | 191 × 127              | 2 января 1902 г.       | 2 января 1903 г.       | см. Изъятие кроны из обращения |                        |                        |
| Выпуск 1904—1910 годов |                        |                        |                        |                        |                        |                                |                        |                        |
|                        |                        | 10 крон                | 140 × 80               | 2 января 1904 г.       | 25 февраля 1905 г.     | 31 декабря 1918 г.             |                        |                        |
|                        |                        | 20 крон                | 150 × 89               | 2 января 1907 г.       | 22 июня 1908 г.        | 31 декабря 1915 г.             |                        |                        |
|                        |                        | 100 крон               | 163 × 107              | 2 января 1910 г.       | 22 августа 1910 г.     | 31 мая 1915 г.                 |                        |                        |
| Выпуск 1912—1914 годов |                        |                        |                        |                        |                        |                                |                        |                        |
|                        |                        | 20 крон                | 150 × 89               | 2 января 1913 г.       | 29 сентября 1913 г.    | см. Изъятие кроны из обращения |                        |                        |
|                        |                        | 50 крон                | 162 × 100              | 2 января 1914 г.       | 18 декабря 1916 г.     | см. Изъятие кроны из обращения |                        |                        |
|                        |                        | 100 крон               | 163 × 107              | 2 января 1912 г.       | 13 декабря 1912 г.     | см. Изъятие кроны из обращения |                        |                        |
| Выпуск времён войны    |                        |                        |                        |                        |                        |                                |                        |                        |
|                        |                        | 1 крона                | 112 × 67               | 1 декабря 1916 г.      | 21 декабря 1916 г.     | см. Изъятие кроны из обращения |                        |                        |
|                        |                        | 2 кроны                | 112 × 67               | 5 августа 1914 г.      | 16 августа 1914 г.     | 31 июля 1917 г.                |                        |                        |
|                        |                        | 2 кроны                | 125 × 85               | 1 марта 1917 г.        | 9 июля 1917 г.         | см. Изъятие кроны из обращения |                        |                        |
|                        |                        | 10 крон                | 150 × 80               | 2 января 1915 г.       | 24 июля 1916 г.        | см. Изъятие кроны из обращения |                        |                        |
| Послевоенный выпуск    |                        |                        |                        |                        |                        |                                |                        |                        |
|                        |                        | 20 крон (II выпуск)    | 150 × 89               | 2 января 1913 г.       | 28 октября 1918 г.     | см. Изъятие кроны из обращения |                        |                        |
|                        |                        | 25 крон                | 135 × 80               | 27 октября 1918 г.     | 30 октября 1918 г.     | см. Изъятие кроны из обращения |                        |                        |
|                        |                        | 200 крон               | 168 × 100              | 27 октября 1918 г.     | 30 октября 1918 г.     | см. Изъятие кроны из обращения |                        |                        |
|                        |                        | 10 000 крон            | 191 × 127              | 2 ноября 1918 г.       | 19 декабря 1918 г.     | см. Изъятие кроны из обращения |                        |                        |

## Курсы валют и цены
| 1892—1914 | 1 кг золота = 3280 крон 1 крона = 1,05 швейцарского франка = 1,05 французского франка = 1,05 итальянской лиры = 1,05 румынского лея (валюты Латинского монетного союза) 1 крона = 0,8505 германской марки 100 крон = 39,38 рубля 1 доллар США = 4,94 кроны 1 фунт стерлингов = 24,02 кроны                                                                  |
| 1900      | «Kronenzeitung» (газета) = 4 геллера |
| 1913      | 1,5 кг сахара = 1 крона 1 трамвайный билет (Вена) = 19 геллеров |
| 1914      | 1 доллар США = 5,08 кроны |
| 1915      | 1 доллар США = 6,50 кроны 1 крона = 0,7143 германской марки |
| 1916      | 1 доллар США = 7,95 кроны 1 крона = 0,6896 германской марки |
| 1917      | 1 крона = 0,6493 германской марки |
| 1918      | 1 трамвайный билет (Вена) = 40 геллеров «Salzburger Volksbote» (газета) = 14 геллеров (январь) «Illustrierte Kronenzeitung» (газета) = 8 геллеров (ноябрь) 1 крона = 0,50 германской марки (ноябрь) «Telegraf» (газета) = 10 геллеров (декабрь) |
| 1919      | 1 доллар США = 16,10 кроны (январь) «Illustrierte Kronenzeitung» = 10 геллеров (январь — июнь) «Illustrierte Kronenzeitung» = 12 геллеров (июль — декабрь) 100 крон = 11,60 швейцарского франка (август) 1 крона = 0,3125 германской марки (октябрь) 4 кроны = 1 югославский динар = 2 румынских лея (ноябрь) 100 крон = 2,75 швейцарского франка (декабрь) |